# Jordi Moraleda Perxachs
Jordi Moraleda Perxachs (en catalán: Jordi Moraleda i Perxachs;Barcelona, 15 de octubre de 1950-Barcelona, 26 de julio de 2020) fue director, músico instrumentista y compositor de música español. 

## Biografía

### Formación
Nació en Barcelona en el seno de una familia vinculada a la música. Inició los estudios musicales a los diez años en el Conservatorio Superior de esta ciudad, donde cursó las carreras de solfeo, piano, fagot, contrabajo, percusión, dirección de orquesta, instrumentación y composición, armonía, contrapunto y fuga.
En 1972 realizó en Francia estudios de perfeccionamiento de piano con Pierre Sancan y de composición con Tony Aubin, profesores del Conservatorio Superior de Música de París.

Asimismo, obtuvo también el Certificado Superior de Lengua Francesa por el Instituto Francés en España y la Universidad de Toulouse. 
Posteriormente, realizó un postgrado de percusión y música contemporánea con Siegfried Fink.

### Trayectoria
Fue miembro fundador, junto con Konstantin Simonovitch, Ángel Soler, Josep Maria Mestres Quadreny y Anna Ricci (entre otros) del Conjunt català de música contemporània, formó parte del Grup de percussions de Barcelona y también perteneció al grupo de música del renacimiento Ars Musicae de Barcelona. 
Ejerció como profesor de piano y de armonía en el  Centro de estudios musicales de Vallvidrera".
Como instrumentista, formó parte de la Orquesta Sinfónica del Vallés, la Orquesta Sinfónica de Barcelona y Nacional de Cataluña y de la Orquesta Sinfónica del Gran Teatro del Liceo. También ha sido miembro de tribunal en distintos concursos de composición y de interpretación.
Fue socio fundador, productor discográfico y técnico de mezclas de las empresas de sonoritzación y doblaje Trigono S.L. y Audiotrack S.A. Ha realizado música para cine, televisión y teatro, incorporando a sus producciones los últimos avances electrónicos e informáticos. Ha sido una persona muy vinculada a la Nova cançó como arreglador y músico acompañante de artistas como Guillermina Motta, Joan Baptista Humet y María del Mar Bonet, con quien actuó en la sala Olympia de París.
Fue autor de unas trenta sardanas y obtuvo premios de composición en los concursos de la SGAE, Francesc Basil, Céret-Bañolas, Amer, Vilassar de Mar y Lloret de Mar. Algunas sardanas de concierto han sido grabadas en disco. También fue autor de diferentes obras de música de cámara, de instrumentaciones para banda sinfónica, y de glosas para una y dos coblas, así como de un concierto para tenora.
Ha dirigido obras en diferentes agrupaciones de música folclórica catalana entre ellas la cobla La Principal de la Bisbal, la cobla San Jorge ciudad de Barcelona, la cobla Montgrins, la cobla Selvatana, la cobla Sinfónica de Cataluña, la cobla Ciudad de Gerona y la Banda Municipal de Barcelona.
En 1986 ganó por oposición la plaza de fagot solista en la Banda Municipal de Barcelona, agrupación de la que ha formado parte hasta su jubilación en 2015. 
En 2007 fue designado director adjunto de dicha institución, junto con Rafael Grimal y Joan Lluís Moraleda.
Falleció el 26 de julio de 2020 a los sesenta y nueve años.

## Premios y reconocimientos
- 1974 Premio de Honor de grado superior de Fagot, del Conservatorio Superior Municipal de Música de Barcelona.

## Obra del autor (selección)

### Algunas sadanas
- Amunt els cors
- Albada a la torre de Sant Climent
- Albada festiva
- A Joanot Martorell
- Barcelona cap i casal
- Coll de llop
- Cant de gesta
- El padrí de noces
- El pregó de la festa
- El ram de núvia
- Els uns i els altres
- El torrent de l’olla
- Igor Stravinsky al pati del ateneu
- La màgica nit de Sant Joan
- Les llàgrimes de Sant Llorenç
- Records d’infantesa
- Romanç de la Brígida i en Climent
- Una vida entre artistes
- Ofrena a Narcís Monturiol
- Passejant per l’univers
- Un llarg camí ens espera

### Algunas obras
- Concert a les golfes (Obra para la iniciación de los escolares a la cobla)
- Aventures i desventures del drac de l’estany (para dos coblas y timbales)
- Concert per a tenora i cobla
- 1916, un aplec am la cobla “Antiga Pep” (para cobla y timbales)
- Catalunya durant la guerra dels trenta anys (para dos coblas)
- Obertura concertant
- Sonata per a fagot i piano
- Diada de Corpus a Barcelona (Marcha de procesión para banda)
- Tríptic per a cobla de tres quartans

## Enlaces
- Página de Jordi Moraleda  Perxachs

- Listado de sardanas

- Datos: Q3183752